# Янгікурганський район

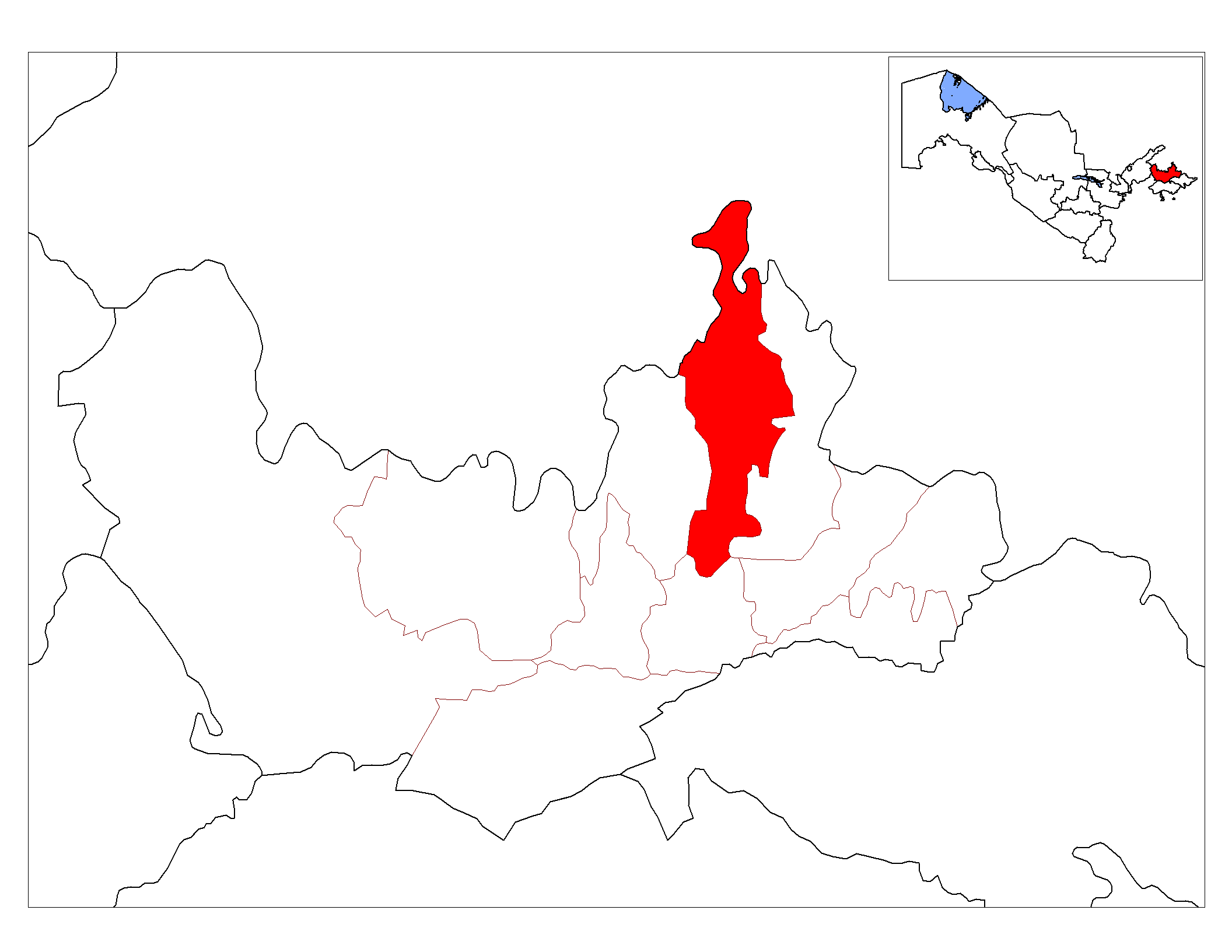
Розташування району в Наманганській області.

Янгікурганський район (узб. Янгикўрғон тумани, Yangiqo’rg’on tumani) — район у Наманганській області Узбекистану. Розташований на півночі області. Утворений 29 вересня 1926 року. Центр — міське селище Янгікурган.
| Узбекистан | Це незавершена стаття з географії Узбекистану. Ви можете допомогти проєкту, виправивши або дописавши її. |